# Tapet

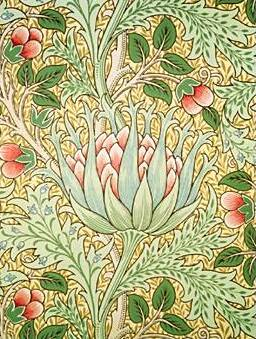
Tapet av John Henry Dearle för William Morris & Co., omkring 1897 (Victoria and Albert Museum)

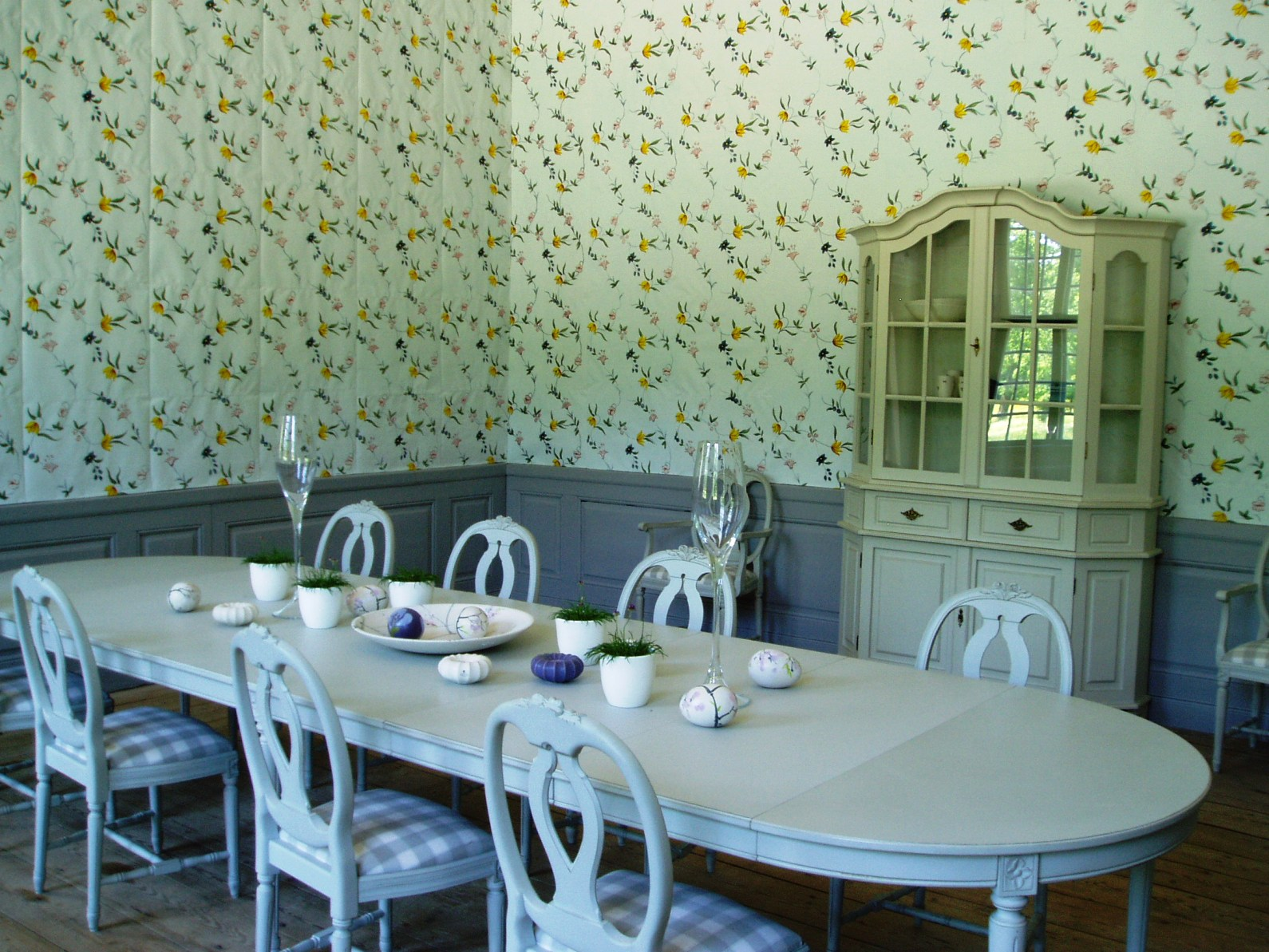
Nytryckt tapet med äldre mönster, Svartsjö slott

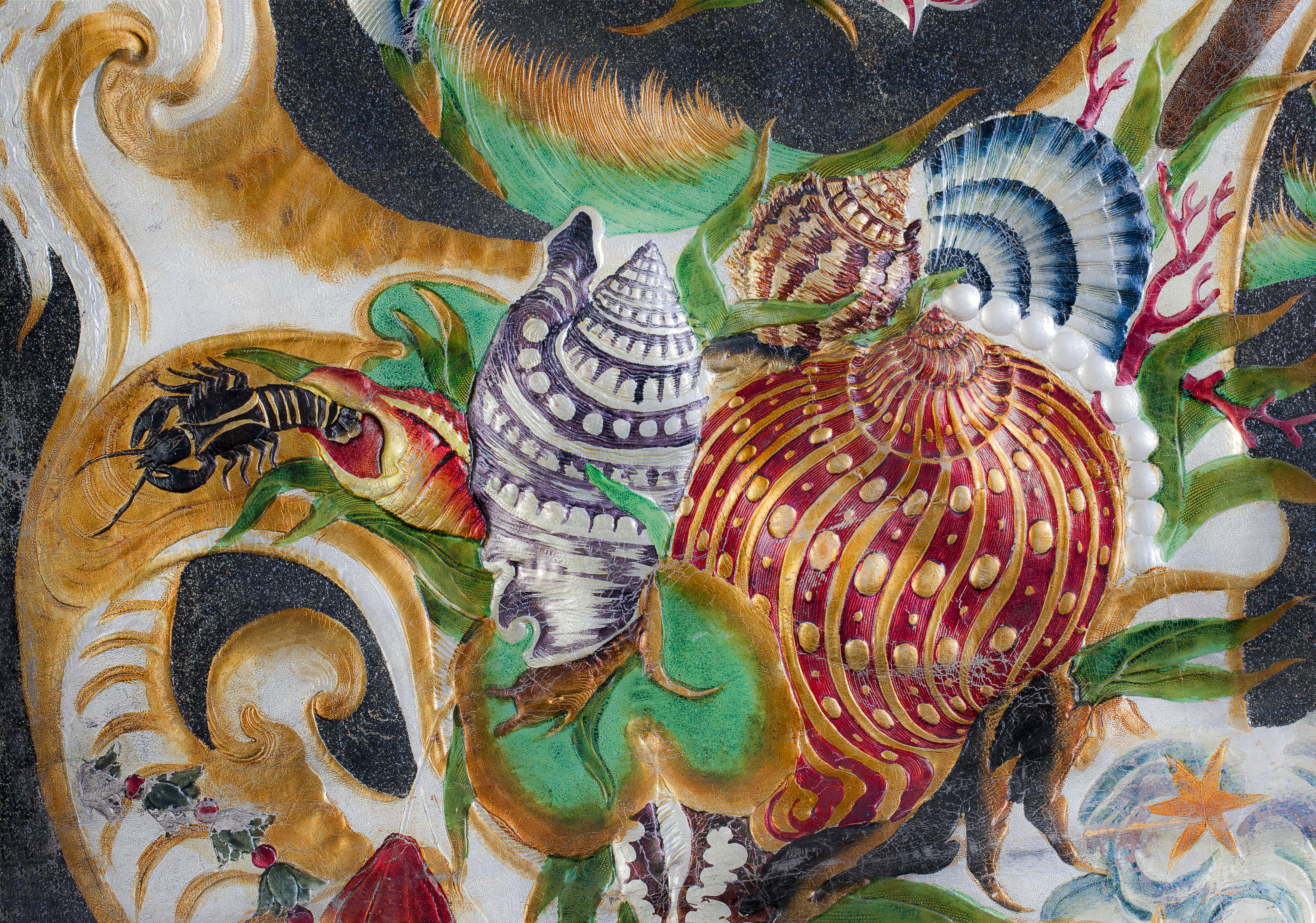
Gyllenlädertapet, Skoklosters slott

Tapet (ursprungligen från persiskans 'tafta', "vävd"), är en dekorativ väggbeklädnad av papper, plast, textilier, trä eller läder.

## Historia
Ursprungligen omfattades alla slags inredningsdetaljer av begreppet, såsom mattor, bordsdukar, bänkdynor och så vidare, men avser numera endast det som anbringas på väggarna. Ända in på 1800-talet talade man ibland om golv-tapeter för mattor.
På medeltiden användes tapeter för att bilda ett lager mellan stenvägg och rum för att på så vis behålla värme.  Under renässansen blev dekorativa tapeter på modet bland den mest välbärgade adeln i Frankrike och England, bland annat i form av magnifika panoramatapeter, där varje våd är unik.   Under 1600-talet blev gyllenlädertapeter högsta mode, under 1700-talet var sidentapeter och över huvud taget tryckta eller målade tapeter på väv mycket populära.
Sveriges äldsta bevarade tryckta papperstapet finns i det Rosenvingeska huset i Malmö och är (med osäkerhet) daterad till 1570-talet. 

### Stofttapeter
Redan under medeltiden framställdes stofttapeter med tryckt mönster på väv som tryckts i klibbig färg eller färgat lim och sedan dekorerats med ullstoff i samma färg.  De blev särskilt vanliga under renässansen och fram till 1700-talet.  På 1800-talet återkom de i popularitet, nu dock som papperstapeter.

### Papperstapeter

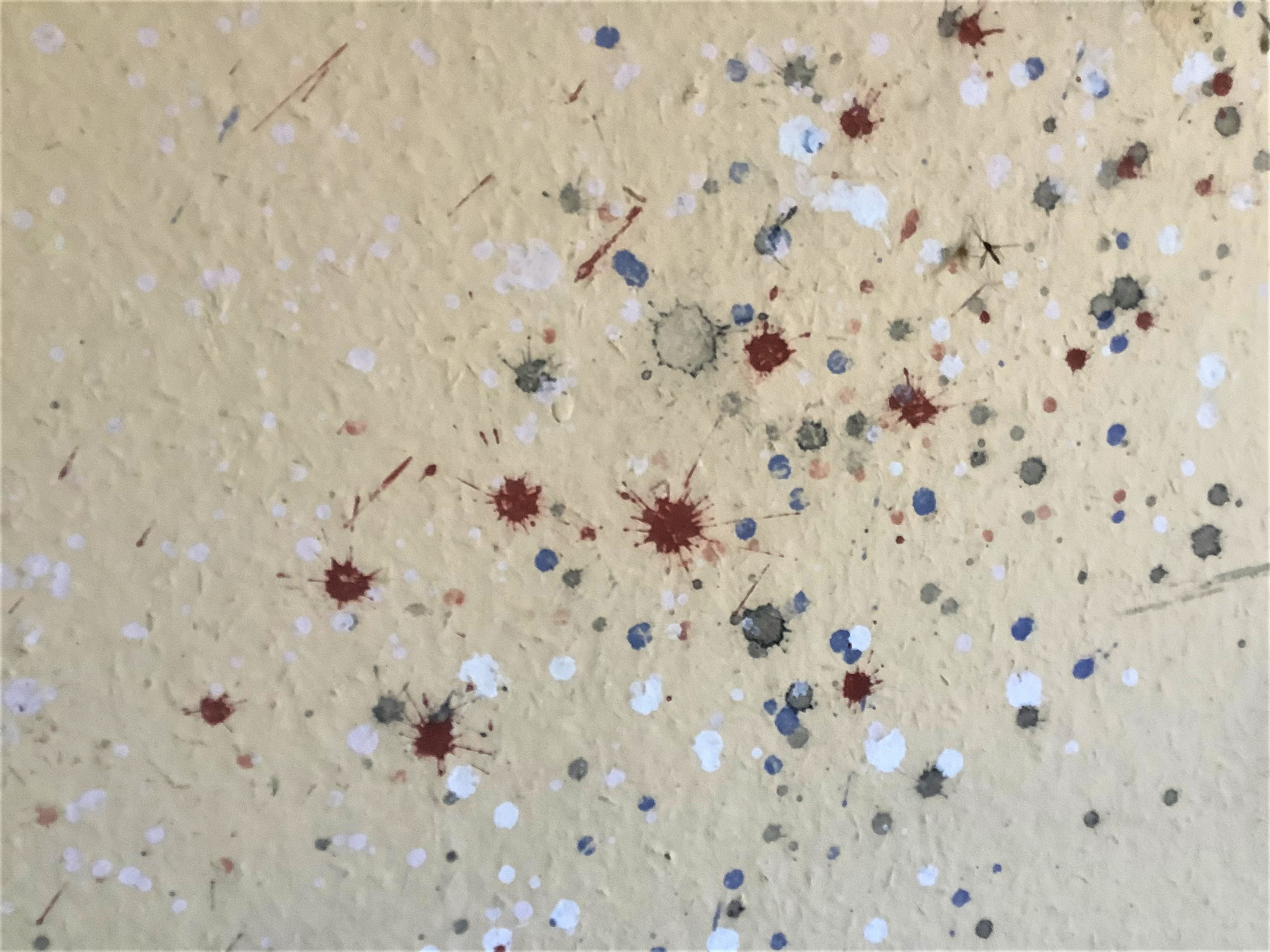
Stänktapet i Skeppargården vid Roslagens sjöfartsmuseum

Tillverkningen av papperstapeter började på 1600-talet men den fick inte någon större utbredning, i stället var det gyllenlädertapeter som blev på ropet. Som ett enklare alternativ användes vävtapeter, oftast linnetapeter vanligen med målade motiv, vävtapeter var det som dominerade tapettillverkningen under hela 1700-talet.   
I Sverige tillverkade Tapetskolan vid Karlberg vävda tapeter av siden 1689-95. Under 1700-talet kom även sidentapeter på modet som ett dyrare alternativ.  År 1740 listades åtta tapetmakerier i Stockholm: fyra av dessa erbjöd de billigare stofftapeterna i stället för sammet, och fem erbjöd också vaxduk.  
I Sverige fick tapetmakarna ett skrå enbart i Stockholm (1787), medan det i övriga städer var öppet för alla.

#### Tillverkning
Allt papper gjordes i ark fram till början av 1800-talet.  Måtten på arken varierade, men ett vanligt mått var 50 x 60 centimeter. Råvaran var linne- hampa- och bomullslump.  Mönster på tapeterna gjordes med en tryckstock av trä.  Mönstret skars ut i stocken. En stock fick göras för varje färg. 
Under 1800-talet trycktes många tapeter med tidens nyupptäckta pigment, som gav starka färger men visade sig giftiga eftersom de innehöll arsenik.
Efter 1830 började papper tillverkas på rulle, och man övergick till att valstrycka tapeter.  Mönstret skars ut i en rund stock. På detta sätt kunde man göra tapeter både snabbt och billigt.  Redan vid mitten av 1800-talet kunde man trycka 10 till 15 färger åt gången.  För varje färg i tapetmönstret fanns en tryckvals med tillhörande färglåda. 
Problemet vid denna revolution var att få tag på råvaran till papperet. Lumpen räckte inte till och därför började man använda träslipmassa till papperstillverkningen. Resultatet blev att papperskvaliteten försämrades avsevärt. Det sena 1800-talets tapetpapper kan av denna anledning variera, beroende på hur påkostad tapeten är. Först under 1900-talet började pappersmassa av högre kvalitet användas.
I mitten på 1800-talet började bland andra Munksjö pappersbruk tillverka förhydningspapp i rullar, vilket genast väckte stor uppmärksamhet. Den nya tekniken att framställa papp i rullar medförde en för sin tid avancerad marknadsföring, där slagordet "Papp i långa banor" stod i centrum. 
För att spänna väggarna använde man brun väggpapp, som fanns i tre olika tjocklekar och var 1,50 meter bred. Denna papp var avsedd för invändig tätning av väggar mot drag och fukt samt för att ge ett bra underlag för målning eller tapetsering. Genom att spänna pappen fick man en jämn yta. 
Innertakpappen, eller spänn- och klisterpappen, användes för att spänna innertak. Den fanns i tre olika tjocklekar, två vita och ett brunt, och var 1,50 meter bred. Klisterpappen användes för att dölja skarvarna. Även här fick man ett plant fint tak, och en fördel var att det inte ramlade ner något från springor i taket.  Pappspänning var en del av målarens arbete. Att pappspänna väggar och tak blev vanligt under senare delen av 1800-talet och fram till 1940-talet. Då tog framför allt masonit och andra porösa skivor över. 
De äldre tapeterna var, till skillnad från dagens, inte kantskurna.  De hade en bredd på 47 cm.  Tapeterna levereras i dag i rullar om cirka 10 meter och har en mönsterbredd på 53 centimeter. I de fall då tapeten inte är kantskuren, utförs detta lättast med hjälp av en skärlinjal med skärklots.  En vass tapetkniv och stållinjal eller en sax kan också användas. Andra viktiga verktyg som behövs vid tapetseringen är en tjock pensel eller en roller, tapetborste, lod, tumstock samt ett tapetserarbord.  
Tapetklistret på 1700- och 1800-talen var en relativt lös välling kokad på fint råg- eller vetemjöl och vatten. På 1920-talet började man använda kallvattenlösliga stärkelseklister i pulverform, och på 1940-talet kom cellulosalimmet.

### Tapetsering
Maskintryckta papperstapeter har alltid monterats på samma sätt som i dag och tapetseringen bör kunna utföras av en lekman. Omsorgsfullt underarbete och noggrannhet är dock A och O för ett bra resultat. 

### Papp och tapeter
Limfärg var från början den vanligaste ytbehandlingen på spännpappen. Ibland patenterar man även pappen med en linoljefärg före limfärgsmålning. För att få en tvättbar yta i kök till exempel, målar man enbart med oljefärg eller tempera. 
På 1950-talet började limfärgstapeter ytbehandlas med polyvinylacetat (PVA), vilket var en stor händelse inom tapetindustrin. Detta medförde att man fick en tvättbar yta med större motståndskraft mot smuts och nötning. 
I dag används, hos en del tillverkare, syntetiska bindemedel och ytskikt för att uppnå de traditionella limtryckta tapeternas utseende och egenskaper, men med de moderna tapeternas tvättbarhet, är att förstärka limfärgen med linolja. 

### Vinyltapeter
I modern tid är pappers- och vinyltapeter vanligast, de senare företrädesvis i utrymmen där risken för slitage är större, till exempel i kök där tapeterna ofta utsätts för matos och torkas av med våta trasor. I våtutrymmen används så kallade våtrumstapeter som har ett tjockare ytskikt av plast och som fästs med ett starkare lim än vanliga tapeter. För våtutrymmen finns särskilda allmänna bestämmelser för vilken väggbeklädnad som får användas. Tapeter säljs vanligtvis som tapetrullar och tapetklister eller lim används för att få upp dem på väggarna.

## Vård och underhåll

### Skadeorsaker
Temperatur och fukt: papper är hygroskopiskt, dvs. det upptar och avger fukt. Under fuktpåverkan sväller papper och vid torrt
klimat dras det samman. Ett färgskikt på papper klarar inte dessa förändringar i längden utan lossnar från underlaget. Därför bör stora svängningar i luftfuktigheten undvikas Det optimala för bemålat papper är en relativ luftfuktighet mellan 45 och 60 procent, och temperaturen bör vara runt 20 grader . 
Luftföroreningar: luftens innehåll av svavelföreningar inverkar negativt på papper, bindemedel och färgpigment. På tapeter är sotpartiklar från eldning och cigarettrök den stora föroreningskällan. 
Ljus: allt ljus är skadligt för papper. Påverkan från ljus medför en fotokemisk nedbrytning som ger ett gulnat och skört papper. Pigmenten som används till tapeter är av varierande ljusbeständighet. Infallande solljus bör begränsas med tunna gardiner. Ljuset bör inte överstiga 150 lux. 
Biologisk och mekanisk nedbrytning: vid höga luftfuktigheter (över 70 procent RH) tillsammans med temperaturer över 20 grader ökar risken för svamp och mögelangrepp på papper. På tapeter är även klistret en föda för silverfisk, strimmig trägnagare och möss. Väggar är alltid utsatta för mekaniskt slitage efter de människor som bor där. Det handlar om slitage efter möbler och tavlor, fläckar efter händer samt hål efter spik. Detta går inte att undvika, det tillhör det naturliga.

### Allmänt underhåll
Eftersom spänd papp är ett underlag för tapeter eller väggmålning, bör vård och underhåll vara av samma slag som för dessa. Vad man själv kan göra för att förebygga skador på tapeter är att skydda tapeten mot direkt solljus genom att hänga tunna bomullsgardiner för fönstren. Mekaniskt slitage kan delvis förhindras genom allmän varsamhet. Löst sittande smuts kan man försiktigt avlägsna med en mjuk pensel eller dammborste. Löst hängande tapetflikar bör limmas på plats innan de
faller bort.
Överväg möjligheten att bevara spännpapp vid en renovering, eftersom äldre papp ofta är av bättre kvalitet än dagens. 

### Reparationsmetoder
Äldre pappspända väggar går utmärkt att laga och reparera. Den äldre pappen är ofta av bättre kvalitet än dagens. Hål lagas enklast genom att man klistrar ett nytt papper över hålet. Riv papperskanten på lagningspappret efter att det har torkat. Som klister används tapetlim eller vetestärkelseklister. Det fäster bättre om limmet är lite tjockare än normalt. 
Revor kan lagas på två sätt. Enklast är att man spikar ner de trasiga kanterna mot underlaget och klistrar ett papper över revan. Lite mer omständligt men definitivt den snyggaste lagningen får man genom att riva till ett lagningspapper som är lite större än skadan. Detta limmar man på ena sidan, och sticker in det mellan vägg och papp med klistersidan mot baksidan av befintlig väggpapp. Sedan är det bara att trycka till. 
Därefter spikar man en bräda eller skiva över skadan och låter limmet torka. När brädan och spikarna avlägsnats limmas ett papper som är större än det skadade området. På så sätt får man olimmade lösa papperskanter, som man drar bort när limmet torkat. Man får då en mjuk övergång mellan originalpapp och lagning. Detta kallas med ett annat ord att man flossar pappen. På detta sätt får man en lagning som inte sitter fast mot väggen, samtidigt som pappen kan röra sig obehindrat av väggens rörelser. 
Till lagningspapper bör man använda ett tunt följsamt papper. Makulaturpapper går bra, men bäst är ett långfibrigt handgjort japanskt papper. Japanska papper finns i olika tjocklekar och kvaliteter i välsorterade konstnärsbutiker, och de lämpar sig väl för att laga både tapeter och pappväggar. Arbeten med tapeter enligt det följande bör utföras av en målerikonservator, om man inte själv har vana vid liknande arbeten. Vid alla ingrepp gäller det att först prova på en liten undanskymd yta. 
Lösa tapetdelar limmas ner med ett klister med låg fukthalt; detta för att undvika fuktfläckar. Ett tjockt vetestärkelselim är utmärkt för ändamålet. Men se till att det inte
hamnar något lim på framsidan av tapeten, eftersom dessa fläckar är svåra att få bort. Hårt bunden smuts som sot och liknande rengörs bäst med specialsvamp
(Wishab). Detta arbete bör utföras med försiktighet, eftersom risken är stor att man inte får ytan jämnt rengjord eller att limfärgen är i så dålig kondition att den smetas ut. 
En tapet vars färgtryck är limsvagt går att fixera med fixativ som sprutas jämnt och tunt över ytan. Även detta arbete kan vara vanskligt, eftersom risken finns att fixativet missfärgar tapeten om det appliceras för tjockt eller för ojämnt. Fuktfläckar rengörs och retuscheras med torrpastell eller akvarellfärg. Det är viktigt att färgen är ljusäkta. Hål och revor lagas genom att man river till en bit papper som är lite större än skadan. Stick in papperet bakom skadan i originaltapeten, limma originaltapetens baksida och tryck till försiktigt. Retuschera lagningen med limfärg eller akvarell i tapetens bottenfärg. 